# Abdij Ter Hage
De Abdij Ter Hage (ook: Ten Hagen en Terhagen) was een cisterciënzerinnenklooster te Zuiddorpe nabij Axel, dat later naar Gent is verplaatst. Het moederklooster was de Abdij Ten Duinen.

## Geschiedenis
De geschiedenis van de Abdij Ter Hage gaat terug tot de middeleeuwen. In 1269 was er sprake van een schenking van een hoeve te Merelbeke, het Goed te Pain-perdu (Verlorenbroodhoeve), alwaar de zusters zich zouden vestigen, maar die in 1273 weer terug naar Axel moesten gaan.
Reeds in 1566 waren er problemen, toen de calvinist Caspar van der Heyden een hagenpreek hield nabij Axel, waarbij hij tot een beeldenstorm opriep. Abdis was toen Amalberga Vos. De zusters bleven hierbij ongedeerd, maar veel kunstwerken gingen verloren. Pas nadat de Geuzen in de Slag bij Oosterweel (maart 1567) waren verslagen, konden de zusters met herstelwerkzaamheden beginnen. Duinheer Thomas Gabyt werd hun kapelaan. In 1570 echter, werd het klooster door een stormvloed geteisterd. Bovendien dreigde opnieuw oorlog, waarop de zusters in 1572 enige tijd naar Gent vluchtten.
In 1573 werd Louise Hanssens abdis van dit klooster, waar toen dertien zusters woonden en dat er financieel niet goed voorstond. In 1574 werd niettemin een refugiehuis gekocht aan de Slijpstraat te Gent. Tussen juni en juli 1574 landden de Watergeuzen in Terneuzen en op 17 juni 1574 werd, tijdens de hoogmis, ook het klooster aangevallen.

### Vlucht naar Gent
De zusters vluchtten daarop naar Gent, waar maar een half jaar later kwamen ze terug naar Axel om de kloosterkerk te herstellen. In 1577 greep Jan van Hembyze, die een zwager was van Louise en de zusters bescherming aangeboden had, de macht in Gent en werd de calvinistische Gentse Republiek uitgeroepen. Deze oefende eveneens terreur uit en in 1578 werd het klooster opnieuw overvallen, nu door Gentse soldaten en burgers. De zusters waren echter gewaarschuwd en doken onder bij familie, terwijl Louise naar Gent vertrok, alwaar ze nog steeds bescherming van haar zwager ondervond. Deze eiste echter dat Louise in het huwelijk zou treden, waarop deze via Brugge naar Sint-Omaars vluchtte. Daar ging ze, samen met 26 medezusters, wonen.
In 1584 werd Gent ingenomen door Parma en kwam een eind aan de Gentse Republiek. De zusters keerden terug naar hun refugiehuis en bereidden zich voor op terugkeer naar Axel. Deze stad werd echter in 1586 door de Staatsen veroverd, zodat van terugkeer geen sprake meer kon zijn.
De zusters vestigden zich in 1589 definitief in Gent, en wel aan de Molenaarsstraat. Dit klooster werd Nieuw Ter Hage genoemd. Op last van de Fransen werd het in 1794 opgeheven, waarop het gebouw leeg kwam te staan.
In 1805 werd het gebouw hersteld en toegewezen aan de Zusters van Liefde. Deze zusters wonen er nog steeds. Zij beheerden sindsdien het archief van de voormalige abdij. Er kwam in het huis een hospice voor ongeneeslijk zieken.

## Externe bron
- Verlorenbroodhoeve
- Amalberga Vos
- Louise Hanssens
- Zusters van Liefde te Gent